# NGC 3847
NGC 3847 (NGC 3856) é uma galáxia elíptica (E) localizada na direcção da constelação de Ursa Major. Possui uma declinação de +33° 30' 52" e uma ascensão recta de 11 horas, 44 minutos e 14,0 segundos.
A galáxia NGC 3847 foi descoberta em 3 de Abril de 1831 por John Herschel.